# Glyptobaris
Glyptobaris es un género de gorgojos, familia Curculionidae. Hay alrededor de 15 especies descritas en Glyptobaris.

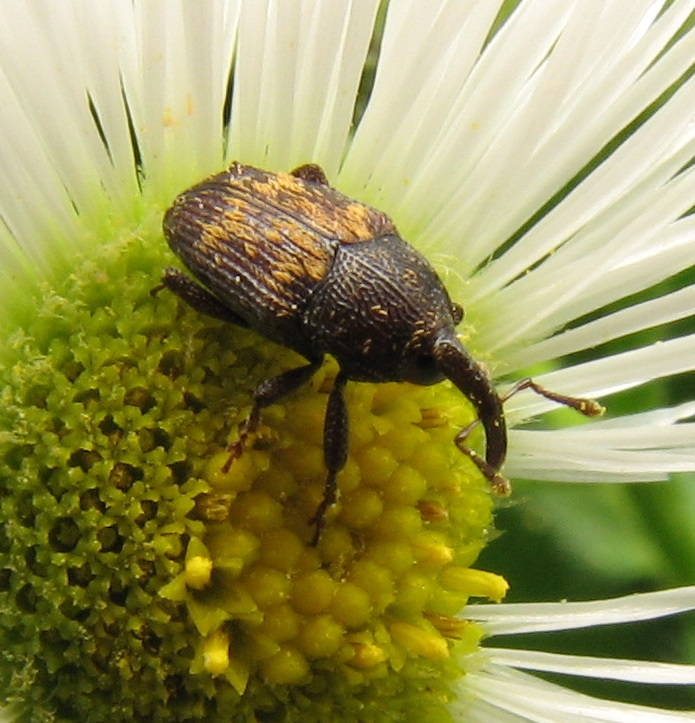
Glyptobaris lecontei en flor de Asteraceae.

## Especies
Estas 15 especies son del género Glyptobaris:
- Glyptobaris amazonica Casey, 1922 c
- Glyptobaris amnicola Casey, 1922 c
- Glyptobaris basalis Bondar, 1946 c
- Glyptobaris evulsa Hustache, A., 1938 c
- Glyptobaris lecontei Champion, 1909 i c b
- Glyptobaris liturata Hustache, A., 1938 c
- Glyptobaris nana Hustache, A., 1938 c
- Glyptobaris plicicollis Schaufuss, C. [or L.W.?], 1866 c
- Glyptobaris rugata Champion, G.C., 1909 c
- Glyptobaris rugicollis Casey, T.L., 1892 c
- Glyptobaris signatus Bondar, 1946 c
- Glyptobaris simplex Champion, G.C., 1909 c
- Glyptobaris solarii Champion, G.C., 1909 c
- Glyptobaris spinigera Champion, G.C., 1909 c
- Glyptobaris viduata Hustache, A., 1938 c

Fuentes: i = ITIS, c = Catalogue of Life, g = GBIF, b = Bugguide.net